# Diecezja Saint-Louis du Sénégal
Diecezja Saint-Louis du Sénégal  – diecezja rzymskokatolicka w Senegalu. Powstała w 1763 jako prefektura apostolska Senegalu (wydzielona z diecezji Funchal). W 1936 przemianowana na prefekturę Saint-Louis du Sénégal. Diecezja od 1966.

## Biskupi diecezjalni
- Biskupi diecezjalni
  - Bp Augustin Simmel Ndiaye (nominat)
  - Bp Ernest Sambou (2003 – 2023)
  - Bp Pierre Sagna, C.S.Sp. (1974 – 2003)
  - Bp Prosper Dodds, C.S.Sp. (1966 – 1973)
- Prefekci apostolscy
  - O. Joseph Landreau, C.S.Sp. (1955 – 1965)
- Prefekci apostolscy Senegalu
  - Abp Louis Le Hunsec, C.S.Sp. (1920 – 1926)
  - Bp Hyacinthe-Joseph Jalabert, C.S.Sp. (1909– 1920)
  - Bp François-Nicolas-Alphonse Kunemann, C.S.Sp. (1901 – 1908)
  - Bp Joachim-Pierre Buléon, C.S.Sp. (1899– 1900)
  - Bp Mathurin Picarda (1887 – 1889)
  - Bp François-Xavier Riehl (1883 – 1886)
  - Bp François-Marie Duboin, C.S.Sp. (1876 – 1883)
  - Bp Jean-Claude Duret, C.S.Sp. (1856 – 1873)